# المزرعة القبلية
تقع القرية شمال غرب رام الله وتبعد عن مدينة رام الله 11 كم وترتفع عن سطح البحر 600م ويربطها بالطريق العام طريق بطول 3.5 كم وتبلغ مساحة اراضيها13240دونم ويحدها من الشمال كوبر وأبو شخيدم ومن الجنوب عين قينيا والجانية ومن الغرب بيتللو ودير عمار ومن الشرق أبو قش.اقيمت القرية على اثار خربة قديمة وبها اثار تعود للعهد البيزنطي والعثماني وقد عثر على مقبرة أثناء قيام الناس بالبناء، وذكر البعض ان الجبل الذي اقيمت عليه القرية القديمة كان بسمى (جبل الطويل).اما مساحة القرية القديمة المقام عليها البناء فكانت لا تتجاوز نصف كيلو متر مربع.

## سبب التسمية
للقرية عدة أسماء اشتهرت بها:
المزرعة، والمزرعة الغربية، والقبلية، ومزرعة شريتح، ومزرعة بني حارث الشمالية.
1- المزرعة: حملت الاسم في العصور الوسطى كما ذكر الدباغ في كتابه وذلك لسببين:
• أولا: لخصوصيتها الزراعية والاهتمام بالزراعة.
• ثانيا: لوجود مزرعة لشخص كانت في مدخل القرية وتحديدا في منطقة (تحت التينة).
2- مزرعة أبو طاسة: نسبة لشخص يدعى أبو طاسة سكن القرية وكان لديه مزرعتين واحدة في جبل نعلان شمال القرية وأخرى في الشيخ عيسى جنوب غرب القرية. وقد حملت هذا الاسم عام 1596حسب وثيقة تعود للفترة التركية (يوجد وثائق تؤكد ذلك).
3- مزرعة بني حارث الشمالية: حملت القرية هذا الاسم في القرن السابع عشر حيث كانت بلادنا مقسمة بين قيس ويمن: فالقيسيين: أبناء البلاد واليمنيين: القادمين من الخارج إلى البلاد. وتم تقسيم منطقة رام الله إلى ما يشبه القبائل: مثل بني زيد، بني حسن، بني مرة ومنطقتنا كانت بني حارث وكانت تضم العديد من القرى مثل أبو شخيدم، رأس كركر بيتللو وغيرها. (ويوجد وثائق تؤكد ذلك)
4- مزرعة شريتح: حملت هذا الاسم في القرن الثامن عشر ويعود السبب لقيام شريتح بدفع الضريبة عن القرية فأصدرت الحكومة مرسوم بتسمية القرية باسمه (ويوجد وثائق تؤكد ذلك).
5- المزرعة القبلية: حملت هذا الاسم في فترة الانتداب البريطاني بسبب النزعة العائلية وقد عمل البعض على تغير الاسم من شريتح إلى القبلية وكان ذلك عام 1936ولوقوعها في الجهة القبلية بالنسبة لقرى بني زيد (يوجد خاتم من النحاس يعود لعام 1936مكتوب عليه (عشة راية المزرعة القبلية)
♤ المزرعة الغربية: وهو آخر اسم حملته القرية لوقوعها غرب مدينة رام الله.

## الجغرافيا
■ الجبال: ـ
1- جبل الدير جنوب القرية برتفع 780مترا عن سطح البحر وهو أعلى جبل في القرية وتعود سبب تسميته لوجود اثار كنيسة واثار مسيحية من العهد اليوناني والروماني والبيزنطي كما يوجد اثار عثمانية.
2- جبل نعلان شمال القرية وتعود سبب تسميته لشخص يدعى (نعلان) سكن الجبل قديما.
3-جبل دير الهوا يقع شمال شرق القرية.
■ الأودية: ـ
1- وادي العين.
2- وادي البير (واد القطعة)
3- وادي أبو قرع.
■ الينابيع: ـ
1- حراشة: تقع جنوب القرية وهي من أشهر الينابيع واقواها.
2- عين المسراج (ام سراج) تقع جنوب غرب القرية.
3- عين البلد المعروفة ب (العين)تقع شرق القرية.
4- بير قريقع: يقع شرق القرية.
5- عين ام ابريق: تقع شرق القرية.
6- عين جبريل: تقع شرق القرية سميت بهذا الاسم تسبة لصاحب الأرض ومن حفر عليها.
7- عين ام قطقوط: تقع شرق القرية.
8- عين خليفة: تقع شرق القرية.
9- واد البير: يقع شرق القرية.
10- عين البويرة: تقع جنوب شرق القرية.
11- عين نطوخ: تقع غرب القرية: ويحيط بها العديد من الينابيع الصغيرة والتي تسمى المصايات.
12- عين سمارة: تقع شرق القرية في منطقة المرج وتم اكتشافها حديثا وسميت بهذا الاسم نسبة لصاحب الأرض ومن حفر عليها.

## الأماكن الأثرية
1- الشيخ عيسى: وتقع في الغرب من دير حراشة.. بها أساسيات وأكوام حجارة
2- خربة جبل الدير: تقع على جبل شامخ جنوب القرية
3- خربة نعلان: تقع في شمال القرية وتحتوي على بقايا جامع
4- خربة دير سعيدة: تقع إلى الشرق من القرية.. بها جامع قديم ومحراب
5- خربة دير حراشة: تقع في جنوب المزرعة الغربية وترتفع 770 متراً عن سطح البحر حول عين الماء في هذه الخربة أرضٌ خصبة يزرع فيها بعض الخضار وأحياناً يحمل أهل القرية مياهها لشربهم.. تحتوي الخربة على أساسيات أبنية، برج منفرد، كهف فيه مدفن إلى الشرق في سطح جبل.. وفي ظاهر هذه الخربة الجنوبي موقع يسمى ((عراق الحمام))

## أهم الخرب في قرية المزرعة القبلية
-1خربة نعلان: وتقع على قمة جبل نعلان من الجهة الشمالية للقرية يوجد بها بقايا جامع وكنيسة تعود للعهد الإسلامي والروماني وبها مجموعة من الكهوف والآبار وقد تم العثور على عملة تعود للعهد اليوناني والروماني والإسلامي وبها مقام ديني يدعى «الشيخ عنبر» ويرجح أن يكون قبر شهيد أو رجل صالح وسمي جبل نعلان بهذا الاسم نسبة إلى شخص يدعى «نعلان».
-2 خربة دير سعيدة: تقع شرق القرية وبها بقايا جامع وكنيسة وتمتاز بضخامة حجارتها.
-3 خربة الشيخ عيسى: تقع غرب القرية وبها آثار جامع قديم وآثار إسلامية وبيزنطية وبها كهوف وسرادين عددها سبعة وقد عثر بها على عملة إسلامية وبيزنطية.
-4 خربة جبل الدير: وهو أعلى جبل في القرية ويرتفع حوالي 800 متر عن سطح البحر وتقع الخربة جنوب القرية وسمي جبل الدير بهذا الاسم بسبب وجود دير أو كنيسة يعود للعهد الروماني وفي هذه الخربة مجموعة من الكهوف وبقايا جامع وكنيسة.
-5 خربة حرّاشة: لم يعرف السبب في تسمية حراشة بهذا الاسم وتقع الخربة جنوب القرية وبالقرب منها نبعة ماء تعرف بعين حراشة تحتوي الخربة على بقايا أبنية ومعصرة خمر منقوشة في الصخر وبها كهوف ومدافن للموتى وقد سكنها الرومان واليونان لسنوات طويلة وعثر فيها على عملة تعود للحضارتين.

## التعليم
قبل أن يتم إنشاء المدارس في القرية كان التعليم يتم بواسطة (الكتاتيب) وكان يتم تدريس القران الكريم واللغة العربية والحساب وكانت أماكن الندريس اما في المساجد أو البيوت وكان الاهالي ينظمون انفسهم مع أحد المدرسين (الشيوخ) وكانت اجرة المدرس (بيضة ورغيف من الخبز) أو ما تيسر من المسائل الأخرى.
انشأت أول مدرسة حكومية عام 1924 وكان أعلى صف فيها الرابع الابتدائي وفي عام 1966 أصبحت المدرسة لغاية الصف السادس وبلغ عدد الطلاب 108 طالبا.وفي عام 1958تم بناء أول مدرسة ثانوية في (الشريف) وكان يدرس فيها من القرى المجاورة مثل دير عمار، كوبر، بيتللو، عين قينيا، أبو شخيدم.
انشأت أول مدرسة للإناث عام 1950 وبلغ عدد الطالبات 27 طالبة وبقيت المدرسة ابتدائية حتى الصف السادس حتى بداية الثمانينات وأصبحت اعدادية وكن الطالبات يكملن دراستهن الثانوية في بير زيت. في عام 1997 تم بناء مدرسة ثانوية للبنات بالقرب من مدرسة الذكور.
أما الآن فتقوم بلدية الزيتونة بتقديم خدماتها في قطاع التعليم لاربعة مدارس:-
1. مدرسة المزرعة القبلية الثانوية للذكور وعدد طلابها 477 طالبا.
2. مدرسة بنان المزرعة الثانوية وعدد طالباتها 500 طالبة.
3. مدرسة أبو شخيدم الثانوية للبنين وعدد طلبتها 224 طالب.
4. مدرسة أبو شخيدم الثانوية للبنات وعدد طلبتها 298 طالبة (2010).

## الصحة
أما خدمات البلدية في قطاع الصحة:
1. المركز الصحي للمزرعة.
2. مركز أبوشخيدم الطبي.

## البلدية
في 5 من مايو سنة 2005 جرت المرحلة الثانية من انتخابات الهيئات المحلية في فلسطين، وقد ترشح للبلدية 38 شخصاً فاز منهم 13.
يترأس البلدية الأستاذ سعيد محمد شريتح، ويعاونه عدد من أعضاء المجلس البلدي وعددهم 13 عضواً.

## المزرعة القبلية
1- المزرعة: 2- مزرعة شريتح 3- مزرعة بني حارث الشمالية: 4- مزرعة شريتح: 5- المزرعة القبلية: 6- المزرعة الغربية: أسماء حملتها القرية على مر العصور ولنستعرض الأسماء كل اسم على حده من حيث سبب التسمية والفترة الزمنية.
- المزرعة: حملت الاسم في العصور الوسطى كما ذكر الدباغ في كتابه:

.

## أبو شخديم
سميت بهذا الاسم نسبة إلى عائلة شخيدم التي كانت أول من نزلتها وعمرتها، وتتبع محافظة رام الله والبيرة وقعت تحت الاحتلال الإسرائيلي في حرب 1967.